# Physaraia nana
Physaraia nana är en stekelart som beskrevs av Donaldson 1989. Physaraia nana ingår i släktet Physaraia och familjen bracksteklar. Inga underarter finns listade i Catalogue of Life.